# Хрест Варшавського повстання
Хрест Варшавського повстання (пол. Krzyż Powstania Warszawskiego) — неофіційна нагорода  Польської підпільної держави, нагородження якою відбувалися під час Варшавського повстання (1944), за відвагу і видатний внесок у боях під час повстання, а також за вбивство офіцера СС. Також мав назву «За вбивство офіцера СС» (пол. Za Zabicie w Walce Oficera SS).

## Опис нагороди
Основою для нагороди стала трофейна німецька нагорода Залізний хрест, на якому був закріплений польський злотий, на аверсі якого були вигравірувані котвиця, а також рік повстання. Стрічка нагороди, була побудована на основі стрічки Хреста Хоробрих, у вигляді заміни білої смужки на червону. Стрічка, завширшки 37 мм, має темно-малиновий колір, по краях дві вертикальні смужки (біла та червона), по 8 мм кожна. В подальшому для нагороди використовувалася стрічка білого кольору, вздовж якої йшла широка червона смуга.

## Наступництво
У 1981 році у Польщі була започаткована державна нагорода Варшавський повстанський хрест, якою нагороджували учасників Варшавського повстання, а також родини загиблих під час повстання.